# Загужиці-Дворські
Загужиці-Дворські (пол. Zagórzyce Dworskie) — село в Польщі, у гміні Міхаловіце Краківського повіту Малопольського воєводства.
Населення — 298 осіб (2011).
У 1975-1998 роках село належало до Краківського воєводства.

## Демографія
Демографічна структура станом на 31 березня 2011 року:
|          | Загалом | Допрацездатний вік | Працездатний вік | Постпрацездатний вік |
| -------- | ------- | ------------------ | ---------------- | -------------------- |
| Чоловіки | 139     | 29                 | 96               | 14                   |
| Жінки    | 159     | 26                 | 95               | 38                   |
| Разом    | 298     | 55                 | 191              | 52                   |